# Zawodoukowsk
Zawodoukowsk (ros. Заводоуковск) – miasto w Rosji, w obwodzie tiumeńskim, nad Wielkim Ukiem (prawy dopływ Tobołu); siedziba administracyjna rejonu zawodoukowskiego. W 2010 roku liczyło ok. 25,7 tys. mieszkańców. Ośrodek przemysłu maszynowego i odzieżowego; w pobliżu miasta znajdują się źródła mineralne.

## Historia
Miejscowość została założona w XVIII wieku, prawa miejskie otrzymała w 1960 roku.